# Frank Sivero
Frank Sivero (n. Francesco Lo Giudice; n. 6 ianuarie 1952, Siculiana, Sicilia, Italia) este un actor italian cu cetățenie americană, cunoscut pentru rolurile sale din Nașul: Partea a II-a (1990), Băieți buni și Nuntă cu cântec.